# Christoph Gräfe
Christoph Gräfe (auch Christophorus Graefius; * 1632 in Bad Sulza, Thüringen; † 2. November 1687) war ein deutscher Pädagoge und evangelisch-lutherischer Theologe.

## Leben
Christoph Gräfe lebte in seiner Jugend in sehr dürftigen Verhältnissen und musste daher als Viehhüter arbeiten. Später wurden ihm durch einen glücklichen Zufall genügend Mittel zuteil, sich weiter auszubilden. Nach dem Erwerb der nötigen Vorkenntnisse bezog er die Universität Leipzig, um dort Theologie und Philosophie zu studieren. Nach der Beendigung seiner universitären Ausbildung erwarb er 1660 die philosophische Magisterwürde und verfasste mehrere Abhandlungen über Themen des hebräischen und römischen Altertums:
- Diatriba de Καταποντισμω, num judaicum fuerit supplicium, nec ne?, Leipzig 1662
- Vita C. Octavii Augusti, Altenburg 1666
- De cruce, Jena 1667

Um 1662 war Gräfe einem Ruf als Lehrer an das Gymnasium in Altenburg gefolgt, wo er 1666 zum Subrektor und 1678 zum Konrektor aufstieg. Außer seinen beruflichen Arbeiten beschäftigte er sich am liebsten mit der lateinischen Poesie; seine dichterischen Versuche können jedoch nicht besonders gelungen genannt werden. Verdienstlich sind dagegen die mit guten Anmerkungen begleiteten Ausgaben fremder, diesem damals noch mit Vorliebe gepflegten Fach sowie der Rhetorik angehörender Arbeiten, wie der unter dem Titel Pancharis bekannten Sammlung meist erotischer Poesien des französischen Dichters Jean Bonnefons (Helmstadt 1667) und der Schrift über das menschliche Elend vom böhmischen Adligen Bohuslaus Lobkowicz von Hassenstein (De miseria vitae humanae liber cum notis historico-philologicis, Altenburg 1667). Weniger bedeutend sind die von ihm selbst verfassten Schriften Dissertatio de monstris und Politicus orientalis.
1680 nahm Gräfe die ihm angetragene Pfarrstelle in Breitenhain und Prößdorf an, die er bis zu seinem Tod (1687) gewissenhaft versah. Die von ihm verfassten Lieder wurden in das von Johann Martin Schamelius herausgegebene Naumburgische Gesangbuch (1717) aufgenommen.